# Claude Corea
Sir George Claude Stanley Corea KBE (Chilaw, Sri Lanka, 5 de setembro de 1894 - Munique, 2 de setembro de 1962) foi um diplomata e político srilankês de etnia cingalesa.
Corea foi educado no Ceilão durante o domínio britânico. Ele se formou em Direito pela Faculdade de Direito da Universidade de Colombo, após o qual passou a exercer advocacia. Em 1930, ele iniciou sua carreira política quando foi nomeado membro do Congresso Nacional por sua cidade natal. Corea seria presidente do Congresso em três ocasiões.

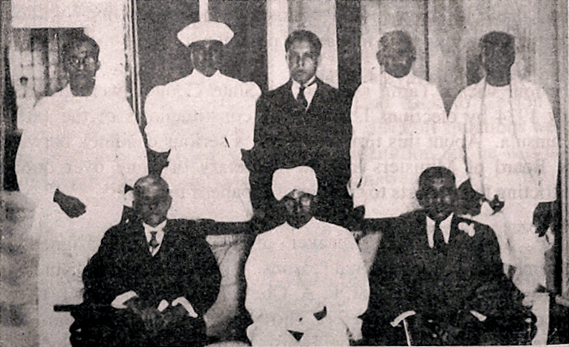
Conselho de Estado do Ceilão em 1936. Claude Korea está de pé, no centro.

Desde 1931 ele fez parte do Conselho de Estado em várias ocasiões. Assim, ele ocupou a pasta de Relações Exteriores em dois períodos, e desde 1936 e por dez anos ele era Ministro do Trabalho, Indústria e Comércio. Como tal, participou da criação do Banco do Ceilão, dedicando-se também ao desenvolvimento da agricultura e da indústria.
Durante a Segunda Guerra Mundial, Corea argumentou que o Ceilão deveria aspirar não a uma mera reforma constitucional, mas à transferência de soberania para o povo da ilha.
Em 1946 foi nomeado embaixador no Reino Unido, posto que ocuparia até 1948 e por meio do qual participaria das negociações que levaram à independência do Ceilão nesse último ano.
Em 1948, ele foi para os Estados Unidos como o primeiro embaixador de seu país recém-independente. Mais tarde, ele retornaria a Londres, desta vez como Alto Comissário, em 1954, representando também a França e os Países Baixos.
Em 8 de setembro de 1951, foi um dos três signatários do lado do Sri Lanka do tratado de paz com o Japão.
Em setembro de 1956, foi a Pequim como Embaixador Especial, liderando a delegação do Sri Lanka encarregada de negociações preliminares para o estabelecimento de relações diplomáticas com a República Popular da China.
Nomeado Embaixador Permanente do Sri Lanka para as Nações Unidas, ele foi Presidente do Conselho de Segurança em 1960.
Claude Corea foi nomeado Cavaleiro da Ordem do Império Britânico por Elizabeth II em 1952.
Ele era casado com Carmaine Chitty Corea.